# كلوديا كولب
كلوديا كولب (بالإنجليزية: Claudia Kolb) (19 ديسمبر 1949 – ) هي سبّاحة، ومدربة رياضية، من الولايات المتحدة، مثّلت بلادها في الألعاب الأولمبية الصيفية 1968، وسباحة في الألعاب الأولمبية الصيفية 1968 – سيدات 200 متر فردي متنوع ‏، وسباحة في الألعاب الأولمبية الصيفية 1964 – سيدات 200 متر صدر ‏، والألعاب الأولمبية الصيفية 1964، وسباحة في الألعاب الأولمبية الصيفية 1968 – سيدات 400 متر فردي متنوع ‏.

## وصلات خارجية
- كلوديا كولب على موقع الاتحاد الدولي للسباحة (الإنجليزية)
- كلوديا كولب على موقع قاعة مشاهير السباحة العالمية (الإنجليزية)
- كلوديا كولب على موقع أوليمبيديا (الإنجليزية)